# Albuca seineri
Albuca seineri är en sparrisväxtart som först beskrevs av Adolf Engler och Kurt Krause, och fick sitt nu gällande namn av John Charles Manning och Peter Goldblatt. Albuca seineri ingår i släktet Albuca och familjen sparrisväxter. Inga underarter finns listade i Catalogue of Life.